# Peggy Sue et les Fantômes
Pour les articles homonymes, voir Peggy Sue.
Peggy Sue et les Fantômes est une série de littérature de jeunesse de Serge Brussolo, publiée à partir de 2001 par Plon puis Pocket Jeunesse. Elle raconte l'histoire de Peggy Sue, une adolescente mal dans sa peau qui possède des lunettes lui permettant de voir des fantômes, « Les invisibles », qui jouent de nombreux mauvais tours aux hommes et à Peggy Sue, cependant protégée par un sort donné par une fée.

## Personnages

### Peggy Sue Fairway
Peggy Sue Fairway, l'héroïne, a toujours été le genre de fille à n'attirer aucun garçon : grosses lunettes lui donnant l'air d’une intello (quoique sans ses lunettes elle est plutôt belle), et sa personnalité qui l'a fait passer pour folle plus d'une fois. En réalité, elle est seule à voir des fantômes (ils préfèrent être appelés «  Invisibles »). Ces monstres lui pourrissent la vie depuis toute petite. Heureusement, elle est aidée d’alliés fidèles, tels que la fée Azéna, qui lui a donné des lunettes à cristaux extraterrestres pour lutter contre les Invisibles (pour les brûler, elle n’a qu’à fixer l'un d'eux pour sentir une odeur de caramel grillé). Peggy a pour compagnons dans sa quête un chien nommé « Le Chien Bleu » qui est un chien télépathe, et Sebastian, un jeune Mexicain qui a été emprisonné dans le monde des rêves. Cependant, dans le tome  10 de Peggy Sue et le Chien Bleu, on apprend qu'elle s'appelle en réalité Anne-Sophie (ce qu'elle ignorait elle-même), et qu'elle est princesse d'un pays d'une planète différente de la Terre !

### Sebastian
Depuis que Sebastian est sorti du monde des rêves, il est condamné à rester sous forme de sable, sauf s’il est plongé dans une eau 100 % pure. Mais lorsque l'eau de son corps disparaît, il se transforme à nouveau en sable. Toutefois dans le tome 5, Sebastian est guéri de cette malédiction. Il peut toujours accomplir des efforts surhumains, mais il tombe ensuite dans un sommeil si profond que même la douleur ne le réveille pas. Dans le tome 7 il sera victime d'une malédiction qui le transformera en loup, il sera guéri par Peggy Sue mais gardera sa personnalité de loup. Il reviendra dans le tome 12 après le retour de Peggy Sue sur Terre.

### Le chien bleu
Le chien bleu est l'ami fidèle de Peggy Sue depuis qu'elle l'a sauvé lors de la première aventure contre les Invisibles, il se révèle nécessaire à Peggy qu'il sauve plus d'une fois malgré un caractère grincheux voire pénible mais toujours positif. Elle le rencontre dans le tome 1 : Le jour du chien bleu, où il assimile ses connaissances de télépathe et sa particularité de parler. Son étrange couleur vient d'un soleil formé par les Invisibles. Il voudrait plus que tout au monde devenir un être humain. C'est d'ailleurs pour cela qu'il porte en permanence une cravate. C'est le seul de tous les amis de Peggy à être toujours présent au fil des aventures.

### Granny Katy
Son vrai nom est Katy Erin Flanaghan. C'est la grand-mère maternelle de Peggy Sue. Elle exerce le métier de sorcière campagnarde en vendant des manteaux absorbeurs de fatigue ou des chats de sérénité qui s'imprègnent de la nervosité de leurs maîtres pour leur permettre de retrouver leur calme. Elle est un peu folle mais très gentille et toujours prête à se lancer dans une nouvelle aventure malgré ses faibles pouvoirs et son grand âge. Son animal fétiche est un crapaud péteur qui répand d'épouvantables odeurs.

### Les Invisibles
Les Invisibles sont les ennemis de toujours de Peggy, qu’elle seule peut voir (et cela la dérange). Ils sont toujours en train de créer des accidents aux humains, mortels le plus souvent (entrer dans une voiture et bouger le volant, faire tomber des pierres d'une falaise et plein d'autres choses terribles de ce genre). Ils disent à Peggy que ce sont eux qui ont créé la terre, que les dinosaures et les humains ne sont que des jouets pour eux. Mais on découvre les vraies origines des invisibles dans le tome 3, Le papillon des abîmes.

### Les Zetans
Antagonistes du tome 4, les Zetans sont une race de dinosaures herbivores qui vivaient sur la planète Zeta stérilisée par une comète, ils avaient prévu d'envahir la Terre en utilisant les animaux du zoo d'Aqualia : une baleine cracheuse de cailloux, des serpents à la morsure explosive et un dragon éternueur cracheur de flammes.

### La bête des profondeurs
Antagoniste du tome 6, la bête des profondeurs vivait au centre de la planète de Kandarta (qui se trouvait être un œuf géant). Cette pieuvre utilisait ses tentacules pour kidnapper les enfants de la planète pour les manger, du moins c'est ce que pensait l'opinion générale. Peggy Sue découvrit que ce n'était que la phase émergée de l'iceberg et le centre de la planète-œuf dissimulait bien des mystères...

### Marie-Geneviève
Elle est la sœur biologique de Peggy.  Elle est également une princesse, mais elle a fui le château quand on lui a annoncé qu'elle serait mariée à un prince fort laid. Elle s'est réfugiée chez les fées et a commencé son apprentissage afin d'en devenir une, mais elle a dû s'en réchapper également car elle était devenue extrêmement laide (telle est la punition chez les apprenties-fées lorsqu'elle récoltent une mauvaise note). Elle apparaît dans le tome 10.

### Naxos
Il apparaît dans le tome La Jungle rouge, et accompagne Peggy au fil de ses aventures jusqu'au tome 9. Il a des cheveux d'or.

## Liste des tomes

### Peggy Sue et les fantômes
1. Le Jour du Chien bleu (2001)
2. Le sommeil du Démon (2001)
3. Le Papillon des abîmes (2003)
4. Le Zoo ensorcelé (2003)
5. Le Château noir (2004)
6. La Bête des souterrains (2004)
7. La Révolte des Dragons (2005)
8. La Jungle rouge (2006)
9. La Lumière mystérieuse (2006)

### Peggy Sue et le chien bleu
1. Le Loup et la Fée (2008)
2. Le Cirque maudit (2008)
3. L'arbre qui n'existait pas (2011)
4. L'Homme à la tête de plomb (2011)

## Résumés

### Le Jour du Chien bleu
Peggy débarque avec sa famille dans une ville entourée de bois. Les Invisibles font bientôt apparaître un drôle de soleil au-dessus de la ville. Tous ceux qui s'y exposent deviennent d'abord très intelligents, puis totalement fous. Un chien exposé aux radiations prend bientôt le contrôle de la ville...

### Le Sommeil du Démon
Peggy, installée avec sa famille dans un désert, se retrouve dans un mirage où tout va mal : le mirage est en fait le rêve d'un démon endormi. Avant, tout allait bien, mais maintenant, le démon fait des cauchemars... Peggy, accompagnée du chien bleu et de Sébastian qu'elle a rencontré là-bas, décide de se rendre au château du démon pour voir ce qui se passe...

### Le Papillon des abîmes
Peggy est envoyée à Shakra-Kandarek, le pays des orages, chez sa grand-mère, une sorcière un peu folle. Là-bas, les maisons ont des roues, il y a des arbres paratonnerres et rien n'est en métal. Elle apprend qu'un papillon passe régulièrement au-dessus du village et que son ombre plonge dans un état de joie suprême. Mais depuis un certain temps, des créatures venant des nuages essaient de tuer le papillon en le bombardant avec des morceaux d'étoiles fondues. Peggy décide d'aller détruire leur forge en se rendant sur le nuage...

### Le Zoo ensorcelé
Peggy Sue et sa grand-mère se préparent à passer d'agréables vacances au lac d'Aqualia. Hélas, une horrible surprise l'attend à son arrivée : les animaux chargés d'amuser les touristes se sont changés en monstres ! Depuis, ils harcèlent la ville, transforment la plage et le parc de loisirs en piège infernal. Peggy Sue va devoir affronter les pensionnaires de ce zoo en folie.

### Le Château noir
Sebastian, l'adolescent qu'une malédiction condamne à tomber en poussière dès qu'il a soif, a décidé de redevenir un véritable être humain. Il décide de partir à la rencontre d'un étrange médecin qui vit dans un château en ruine. Mais le maître des lieux se révèle être un magicien aux pouvoirs redoutables ! Et Sebastian commence bientôt à subir d'inquiétantes métamorphoses. Peggy Sue et le chien bleu réussiront-ils à l'arracher des griffes du docteur Mystère ?

### La Bête des souterrains
Une nuit, d'étranges chevaliers surgissent d'un autre monde et envahissent la chambre de Peggy Sue pour la supplier de leur venir en aide. Ils sont confrontés à un terrible problème : la planète sur laquelle ils sont installés est un œuf gigantesque flottant dans l'espace et au cœur duquel se développe, tel un énorme poussin, une bête mystérieuse, la Dévoreuse ! L'œuf va bientôt éclore. Et si Peggy et son fidèle compagnon ne font pas quelque chose rapidement, cela tuera tous les habitants de cette planète (Kandarta).

### La Révolte des Dragons
Peggy doit se rendre sur une étrange planète remplie de loups-garous et de dragons. Ces derniers sèment la panique depuis un certain temps. Ce tome est important car il marque la disparition de Sébastian (transformé en loup à la fin du livre).

### La Jungle rouge
Peggy et le chien bleu sont envoyés dans un collège de super-héros où la règle principale est réussir ou... mourir. Les professeurs sont d'anciens super-héros à la retraite. Elle fait la rencontre de Naxos, un jeune garçon aux cheveux d'or. Peggy apprend que les deux directeurs de l'école, une virgule et un rond sur un nœud papillon, l'ont faite venir car leurs ennemis veulent leur peau. Ils veulent que Peggy trouve ces ennemis. Mais la jeune fille va se retrouver dans la jungle rouge du deuxième étage, où elle devra affronter mille dangers pour se fabriquer un costume de super-héroïne...

### La Lumière mystérieuse
Ayant échappé de justesse à la destruction du collège des super-héros, Peggy Sue et ses amis ont traversé l'espace à bord d'une capsule fabriquée par Zeb, la créature élastique qui ne peut pas mourir. Hélas, alors qu'ils espéraient revenir sur la Terre et retrouver Granny Katy, nos héros découvrent qu'ils se sont échoués sur une planète inconnue, assez peu accueillante. C'est le début d'une nouvelle aventure...

### Le Loup et la Fée
Après avoir retrouvé sa mère, la fée Azéna aux cheveux rouge, Peggy Sue s'embarque dans une autre aventure. Elle retourne donc sur Ankartha, l'endroit même où elle est née. Mais c'était sans savoir qu'une légende au sujet d'un chevalier régnait dans ce monde. Le chevalier Erwan de Bregannog aurait passé un pacte avec un puissant sorcier, désirant se procurer une armure magique le rendant invincible. Par contre, il se changerait en loup-garou à chaque fois qu'il revêtirait l'armure en question. Telle est la légende de Bregannog que Peggy Sue rencontrera, pour le meilleur et pour le pire...

### Le Cirque maudit
Traqués par les fées, Peggy Sue et le chien bleu ont cherché refuge de l’autre côté de la frontière et mènent une vie errante placée sous le signe du danger. Mais comment échapper aux corbeaux-espions et aux flèches vivantes qui parcourent le ciel à leur recherche ? En se cachant dans cet étrange cirque, peut-être ? Un chapiteau où l’on accomplit des prodiges mais dont les artistes ont des têtes de morts vivants ! Un cirque dont le directeur est un gorille enfermé dans une cage, et le comptable est une panthère noire ! Bizarre, non ? Vous en saurez davantage en assistant à la prochaine représentation du cirque Diablo ! À condition d’en sortir vivant, bien sûr…

### L'Arbre qui n'existait pas
Alertée par Sébastian, Peggy Sue se rend à la réserve de loup-garou où sa grand-mère est en danger. En effet, les lycantropes se sont rebellés, obligeant les habitants de la Terre à se réfugier dans un arbre étrange, grandissant chaque minute... Bientôt les garous vont attaquer et la seule solution est de grimper dans cet arbre noir charbon - aux feuilles comestibles, abritant tous les habitants ainsi que Granny Katy, introuvable. Peggy Sue va-t-elle retomber amoureuse de Sebastian ? Celui qui l'a abandonnée pour une louve et devenir chef de meute ? 

### L'Homme à la tête de plomb
Prisonnière du labyrinthe de l'arbre géant, Peggy Sue doit affronter mille sortilèges et maléfices. Qui est ce mystérieux homme à la tête de plomb qui la traque pour s'approprier la carte magique indiquant le chemin de la liberté ? Pas facile de survivre dans ce dédale truffé de pièges, surtout quand la carte tant convoitée est vivante, capricieuse et n'a aucune intention de fournir les renseignements qu'on attend d'elle.

### Couvertures
Illustrées par Nicolas Poupon, les couvertures présentent d'abord une Peggy Sue rousse aux traits juvéniles, portant une marinière. À partir du tome 5 elle devient blonde, portant queue de cheval et débardeurs, avec des traits plus adolescents.

## Élaboration des romans
Serge Brussolo a indiqué qu'il mettait environ six mois à écrire un tome de Peggy Sue, là où un roman pour adulte ne lui prenait parfois que quelques semaines. À la moitié de son processus d'écriture, il soumet le manuscrit à un comité de lecture formé de douze enfants. Brussolo a affirmé avoir été « censuré » par son éditeur pour 70 pages du premier tome de la série, car l'éditeur estimait que les enfants ne supporteraient pas que la famille de Peggy Sue ne soit pas gentille avec elle, ce à quoi Brussolo réplique qu'« il y a une obligation du gnan-gnan dans la littérature de jeunesse qui est désastreuse ». Il juge par ailleurs les couvertures de la série « hideuses ».

## Accueil critique
Dans la revue française de science-fiction Galaxies n°24 en mars 2002, Roger Bozetto donne une critique favorable des deux premiers tomes de la série : « Maître de son monde imaginaire, Brussolo joue avec adresse des références aux autres mondes du merveilleux, qui sont convoqués et revisités avec bonheur tout en prenant une teinte un peu sulfureuse. Ces mondes, il les saisit, les admire, puis les croque et les transforme. » Il indique que la série s'adresse aux « adolescents, même prolongés, et adultes, même matures ». Le troisième tome, Le Papillon des abîmes, reçoit une critique élogieuse sur le site de littérature jeunesse Ricochet, qui évoque « un véritable festival d'imagination et de féérie » dans un univers émaillé de « trouvailles incroyables », mais regrette le fait que « tout s'enchaîne très très vite, avec des accumulations de dialogues laissant peu de place à la réflexion ou à l'analyse des sentiments ».
La série suscite des comparaisons avec une autre suite romanesque à succès parue à la même période : les aventures du sorcier Harry Potter, de l'écrivaine britannique J. K. Rowling. Serge Brussolo s'est défendu d'avoir créé Peggy Sue pour concurrencer Harry Potter et a déclaré ne pas avoir lu les livres de Rowling. Un portrait paru dans le quotidien français Libération en 2001 remarque que les deux séries s'adressent au même lectorat, mais que Peggy Sue « doit affronter des dangers beaucoup plus extraordinaires » et « est une vraie jeune fille, mal dans sa peau, capable de tomber amoureuse, et dotée d'une famille peu empathique ».

## Ventes
Le second tome de Peggy Sue est une réussite commerciale à sa parution en 2001 : 90 000 exemplaires sont vendus en un mois. En 2016, l'ensemble de la série est qualifiée par un article du New Statesman de « série de best-sellers ».
Peggy Sue paraît à une période où les collections de littérature pour la jeunesse relevant de la fantasy connaissent une grande expansion (avec la création de nombreuses collections dédiées dans la première moitié des années 2000) et profitent de ce qu'Anne Besson appelle un « effet Harry Potter », qui amène les éditeurs à publier de nombreux cycles basés sur les aventures de jeunes héros sorciers ou d'aventuriers d'un autre monde, le tout étant lisible aussi bien par les enfants que par leurs parents (avec des séries comme Artemis Fowl d'Eoin Colfer, Tara Duncan de Sophie Audoin-Mamikonian, puis en 2004 le cycle L'Héritage de Christopher Paolini).

## Remarque
Un personnage nommé Peggy Sue a été créé en 1999 par Roland C. Wagner dans son roman Tekrock, appartenant à la série des Futurs Mystères de Paris. Également, un mannequin assez connu s'appelle aussi Peggy Sue. Signalons que « Peggy Sue » est le diminutif officiel de Margaret-Susan, il est très courant dans les pays anglo-saxons.